# Leucoloma taylorii
Leucoloma taylorii är en bladmossart som beskrevs av Mitten 1856. Leucoloma taylorii ingår i släktet Leucoloma och familjen Dicranaceae. Inga underarter finns listade i Catalogue of Life.